# Golzow (Oderbruch)
Golzow [ˈgɔltsoː] ist eine Gemeinde im Landkreis Märkisch-Oderland. Sie ist Sitz der Amtsverwaltung des Amtes Golzow. Seit dem 21. Januar 2014 führt die Gemeinde offiziell, auch auf den Ortseingangsschildern, die Zusatzbezeichnung „Ort der Kinder von Golzow“, bezogen auf die gleichnamige, kulturgeschichtlich bedeutsame, filmische Langzeit-Dokumentation.

## Geografie
Die Gemeinde Golzow liegt 10 km östlich der Stadt Seelow im Oderbruch. Am Nordrand des Ortes fließt die Alte Oder, ein schmaler Seitenarm der Oder, der bis in das 18. Jahrhundert den ursprünglichen Flusslauf markierte. Die flache, nur wenige Meter über dem Meeresspiegel liegende Umgebung ist von landwirtschaftlichen Nutzflächen geprägt.

## Gemeindegliederung
Golzow umfasst die bewohnten Gemeindeteile Golzow und Heimstättensiedlung.

## Geschichte
Golzow wurde 1308 als Golsow erstmals urkundlich erwähnt.

### Frühe Neuzeit und 19. Jahrhundert
Im Zusammenhang mit der Trockenlegung des Oderbruchs unter Friedrich dem Großen von 1747 bis 1773 erfuhr auch Golzow eine erhebliche Vergrößerung.

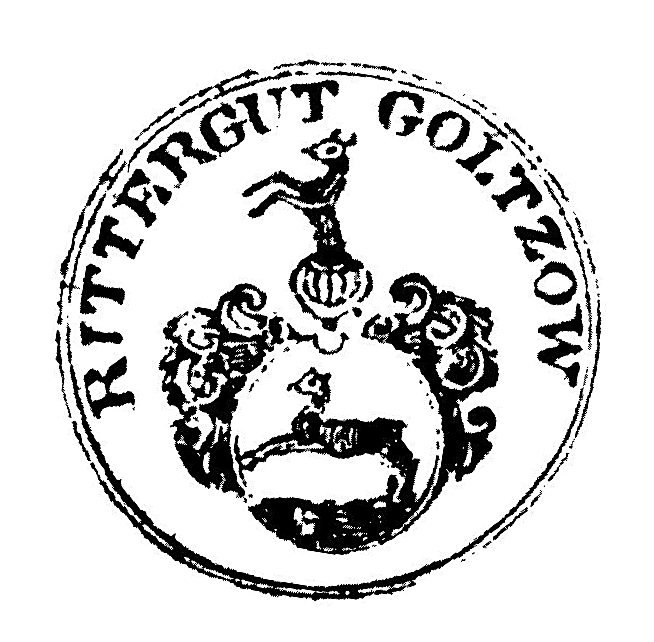
Siegel des Ritterguts Golzow

Der in seiner Struktur friderizianische Grundriss ist noch nachvollziehbar. Das Dorf wird durch einen großen kreisrunden Platz, in dessen Mitte einst die Kirche stand, gegliedert. Sie war ein verputzter Backsteinbau, dessen Kern der Mitte des 18. Jahrhunderts entstammte. 1854 wurde sie durch Hinzufügen von Anbauten zu einer kreuzförmigen Anlage mit Turm über der Vierung umgestaltet und zeigte sich als ein markanter Bau der Schinkelschule.
Golzow prosperierte von der Anbindung an die Reichsstraße 1 sowie an die Preußische Ostbahn und hatte in den 1870er Jahren die höchste Anzahl an Einwohnern.

### 20. Jahrhundert
Während der Schlacht um das Oderbruch im April 1945 wurde – wie auch in anderen Dörfern – der Kirchturm durch deutsche Truppen gesprengt, da er der anrückenden Roten Armee in der weiten, flachen Landschaft einen guten Orientierungspunkt gegeben hätte. Der Abriss der Reste der Umfassungsmauern erfolgte in den Nachkriegsjahren. Nach dem Ende der Kampfhandlungen waren rund 76 % der Gebäude im Ort zerstört. Um die Kirche für immer aus dem Dorfbild zu tilgen, wurde in sozialistischer Zeit über ihren ehemaligen Standort eine neue Straßenkreuzung geführt. Auch die Ruine des einstigen Gutshauses wurde mitsamt dem Park nach dem Zweiten Weltkrieg abgeräumt. 1946 wurden rund 750 Hektar Ackerfläche der Bauern, darunter das Rittergut Golzow, enteignet und im Zuge der Bodenreform in Deutschland insbesondere an Neubauern verteilt. 1952 bildete sich auch in Golzow die Vereinigung der gegenseitigen Bauernhilfe, aus der heraus elf Bauern eine LPG gründeten. Sie wurde nach der politischen Wende in die Landwirtschaft-Golzow GmbH überführt.

### Verwaltungsgeschichte
Golzow gehörte seit 1817 zum Kreis Lebus in der Provinz Brandenburg und ab der Verwaltungsreform von 1952 zum Kreis Seelow im DDR-Bezirk Frankfurt (Oder). Seit 1993 liegt die Gemeinde im brandenburgischen Landkreis Märkisch-Oderland.

## Bevölkerungsentwicklung
| Jahr | Einwohner |
| ---- | --------- |
| 1875 | 2061      |
| 1890 | 1819      |
| 1910 | 1432      |
| 1925 | 1790      |
| 1933 | 1687      |
| 1939 | 1620      |

| Jahr | Einwohner |
| ---- | --------- |
| 1946 | 1217      |
| 1950 | 1513      |
| 1964 | 1287      |
| 1971 | 1318      |
| 1981 | 1245      |
| 1985 | 1242      |

| Jahr | Einwohner |
| ---- | --------- |
| 1990 | 1223      |
| 1995 | 1137      |
| 2000 | 1060      |
| 2005 | 0920      |
| 2010 | 0864      |
| 2015 | 0836      |

| Jahr | Einwohner |
| ---- | --------- |
| 2020 | 788       |
| 2021 | 826       |
| 2022 | 837       |
| 2023 | 836       |
| 2024 | 816       |

Gebietsstand des jeweiligen Jahres, Einwohnerzahl: Stand 31. Dezember (ab 1991), ab 2011 auf Basis des Zensus 2011, ab 2022 auf Basis des Zensus 2022

## Religion
Evangelische Kirche
Das evangelische Pfarramt Golzow umfasst die Dörfer Golzow und Genschmar mit jeweils einer eigenen Predigtstätte. In Golzow finden die Gottesdienste nach dem Zweiten Weltkrieg im Pfarrhaus eingerichteten Kirchsaal statt. Anstelle der ebenfalls im Zweiten Weltkrieg zerstörten Genschmarer Kirche nutzt die Gemeinde eine ehemalige Friedhofskapelle.
Römisch-katholische Kirche
Für die römisch-katholischen Christen existiert am südlichen Rand der Bahnhofssiedlung die Christus-König-Kirche. Die Kirche als Außengemeinde gehört neben Hohenjesar/Alt Zeschdorf und Müllrose zur Pfarrei Heilig Kreuz in Frankfurt (Oder).

## Politik

### Gemeindevertretung
Die Gemeindevertretung von Golzow besteht aus zehn Gemeindevertretern und dem ehrenamtlichen Bürgermeister. Die Kommunalwahl am 9. Juni 2024 führte bei einer Wahlbeteiligung von 68,5 % zu folgendem Ergebnis:
| Partei / Wählergruppe | Stimmenanteil | Sitze |
| --------------------- | ------------- | ----- |
| Unser Golzow          | 59,0 %        | 6     |
| Golzower für Golzow   | 19,5 %        | 2     |
| FDP                   | 21,5 %        | 2     |

### Bürgermeister
- 1998–2003: Christian Dorn[12]
- 2003–2014: Klaus-Dieter Lehmann (FDP)[13]
- 2014–2024: Frank Schütz (CDU)[14]

- seit 2024: Sabina Schönfelder (Wählergruppe "Unser Golzow")

Schütz wurde in der Bürgermeisterwahl am 9. Juni 2024 ohne Gegenkandidat mit 54,2 % der gültigen Stimmen abgelehnt. Nun übernimmt das Amt Sabina Schönfelder der Wählergruppe „Unser Golzow“.

### Wappen
| Wappen von Golzow | Blasonierung: „In Silber auf grünem Dreiberg stehend ein gold-bewehrter schwarzer Hahn mit rotem Kamm und Lappen, im erhobenen rechten Fuß einen nach links über den Kopf gebogenen grünen Zweig haltend.“ |
| Wappen von Golzow | Das Wappen wurde am 20. April 1998 durch das Ministerium des Innern genehmigt. |

### Flagge
„Die Flagge ist Grün - Weiß - Grün (1:2:1) gestreift und mittig mit dem Gemeindewappen belegt.“

## Sehenswürdigkeiten und Kultur

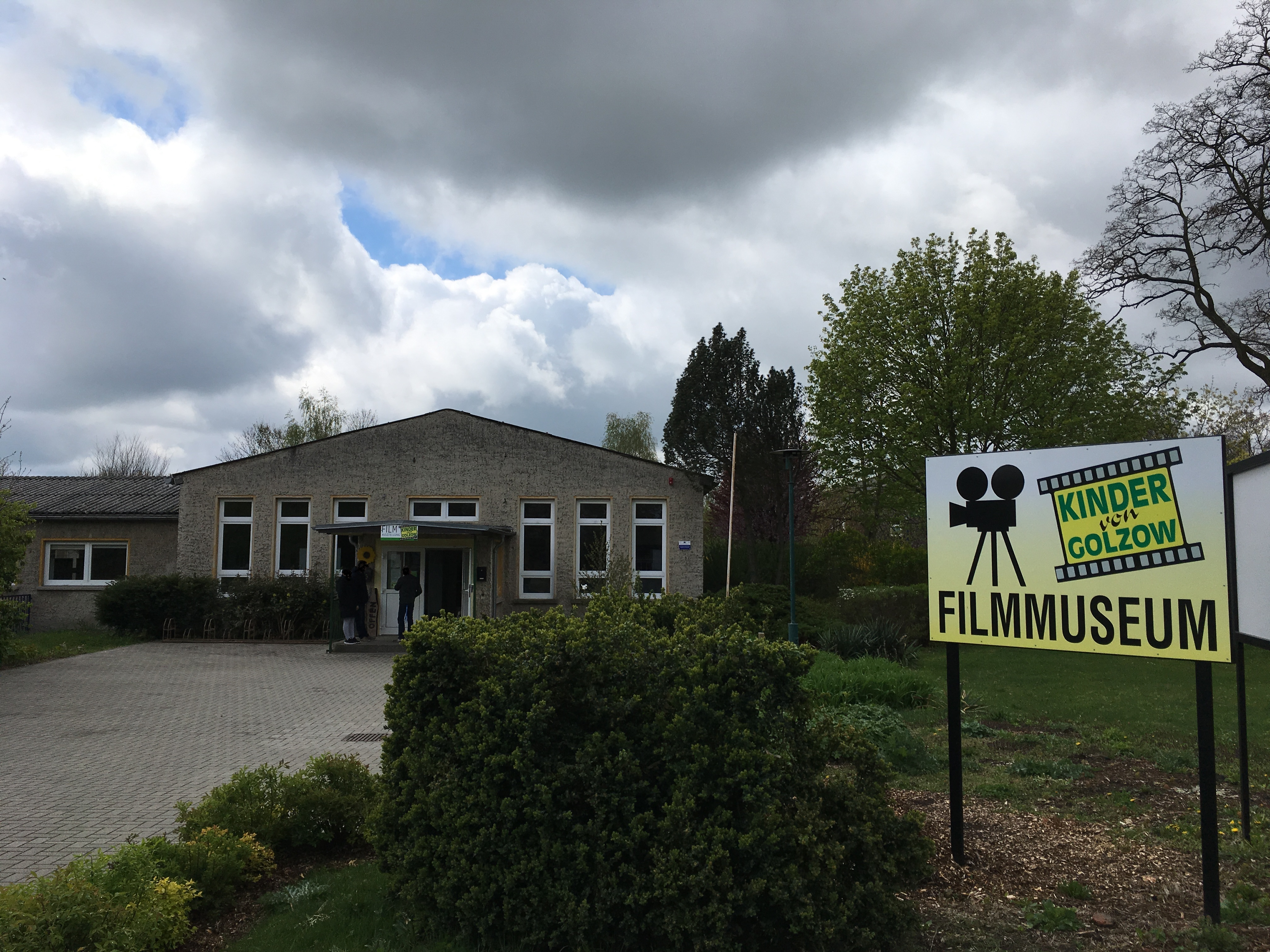
Filmmuseum Kinder von Golzow

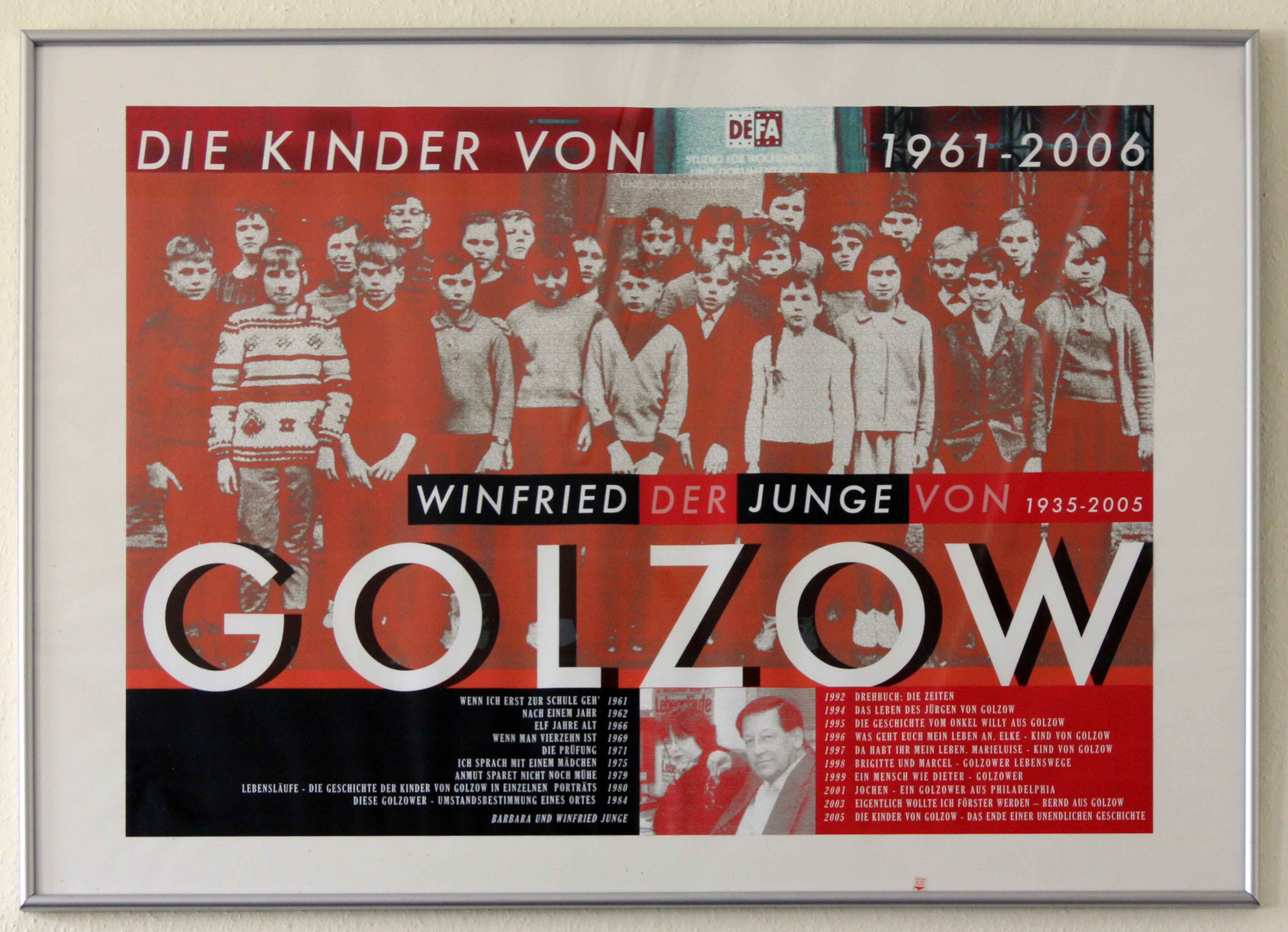
Gedenktafel Die Kinder von Golzow

Bekannt ist Golzow durch die DEFA-Langzeitdokumentation Die Kinder von Golzow, die in zahlreichen Filmen von 1961 bis 2007 das Leben von Menschen aus Golzow begleitet hat. Im Ort zeigt ein Museum die Entstehungsgeschichte und den Werdegang der Protagonisten.

## Wirtschaft und Infrastruktur

### Wirtschaft
Aus den Landwirtschaftlichen Produktionsgenossenschaften LPG (P) Golzow, der LPG Sachsendorf, der LPG (T) Alt Tucheband und der LPG (T) Reitwein entstand nach der deutschen Wiedervereinigung die Landwirtschaft-Golzow GmbH & Co. Vermögens KG. Das Unternehmen bewirtschaftete 2012 zusammen mit seinem Tochterunternehmen Landwirtschaft Golzow-Betriebs-GmbH eine Fläche von 6.750 Hektar. Im Dezember 2012 übernahm die Odega Gruppe eine Mehrheitsbeteiligung von 65 % am Unternehmen. Die Odega Gruppe hat seitdem ihre Hauptverwaltung in Golzow.
Da es in Golzow seit 2014 keinen Dorfladen mehr gibt, arbeitet eine Gruppe der TU Darmstadt gemeinsam mit dem Bürgermeister sowie engagierten Bürgern und Betrieben daran, einen solchen wieder einzurichten und damit die Nahversorgung zu verbessern.

### Verkehr
Durch die Gemeinde verläuft die Landesstraße 33, die an der südlichen Gemeindegrenze auf die Bundesstraße 1 trifft.
Der Ort besitzt seit 1866 den Bahnhof Golzow (Oderbruch) an der Preußischen Ostbahn, auf der Züge der Regionalbahnlinie RB 26 (Berlin Ostkreuz – Kostrzyn) der Niederbarnimer Eisenbahn verkehren.

## Persönlichkeiten
- Curt Lucas (1888–1960), Schauspieler, in Golzow geboren
- Karl Ohle (1897–unbekannt), deutscher Landrat
- Winfried Junge (* 1935), Regisseur der Filmdokumentation Die Kinder von Golzow
- Barbara Junge (* 1943), Co-Regisseurin der Filmdokumentation Die Kinder von Golzow